# هوغو سيكيه
هوغو سيكيت (بالفرنسية: Hugo Siquet)‏ هو لاعب كرة قدم بلجيكي في مركز الظهير الأيمن ولد في يوم 9 يوليو 2002 في بلدة مارش ان فامين. يلعب حالياً مع نادي ستاندر دي لييج. ويبلغ طوله 175 سم.